# Карфіцці
Карфіцці (італ. Carfizzi, сиц. Carfizzi) — муніципалітет в Італії, у регіоні Калабрія,  провінція Кротоне.
Карфіцці розташоване на відстані близько 480 км на південний схід від Рима, 55 км на північний схід від Катандзаро, 28 км на північний захід від Кротоне.
Населення — 671 особа (2014).
Щорічний фестиваль відбувається 27 липня. Покровителька — свята Венераnda.

## Демографія
Населення за роками:

Станом на 1 січня 2023 року в муніципалітеті офіційно проживало 49 іноземців з 12 країн, серед них 6 громадян країн Євросоюзу та 2 громадяни України.

## Сусідні муніципалітети
- Чиро
- Мелісса
- Паллагоріо
- Сан-Нікола-делл'Альто
- Умбріатіко